# Marykirk
Marykirk est un village du Royaume-Uni, situé dans la région écossaise de l'Aberdeenshire.
En 1887, l'ingénieur James Blyth (en) fait de son foyer le premier foyer au monde alimenté électriquement par une éolienne, .